# Super Bowl LI
El Super Bowl LI fue la 51.ª edición del Super Bowl de fútbol americano, y la 47.ª de su era moderna en la National Football League (NFL), realizada el 5 de febrero de 2017. Se trató de la final de la temporada 2016 de la NFL, que enfrentó a los campeones de la Conferencia Americana y la Conferencia Nacional, los New England Patriots y los Atlanta Falcons, respectivamente. 
El partido se jugó en el NRG Stadium de Houston (Texas). Esta fue la segunda vez que este estadio acogió la final y la tercera edición que tuvo lugar en dicha ciudad, después de la VIII (1974) y la XXXVIII (2004).
El cantante de música country Luke Bryan fue el encargado de cantar el himno nacional previo al partido, mientras que Lady Gaga realizó el espectáculo de medio tiempo, el cual estuvo bajo la dirección de Hamish Hamilton.
Los Falcons fueron notablemente superiores en la primera mitad del encuentro, ganaban 21-3 al llegar al descanso y 28–9 al final del tercer cuarto. Sin embargo, los Patriots lograron una gran hazaña en el último cuarto donde lograron 19 puntos contra 0 de los Falcons, para que el partido acabara empatado a 28, siendo la mayor remontada lograda hasta el momento y provocando que el Super Bowl fuera al tiempo extra por primera vez en la historia, donde el que anotaba primero ganaba. El partido se definió en la prórroga donde los Patriots ganaron el campeonato ante los Falcons por 34-28.

## Antecedentes

### Proceso de selección anfitriona

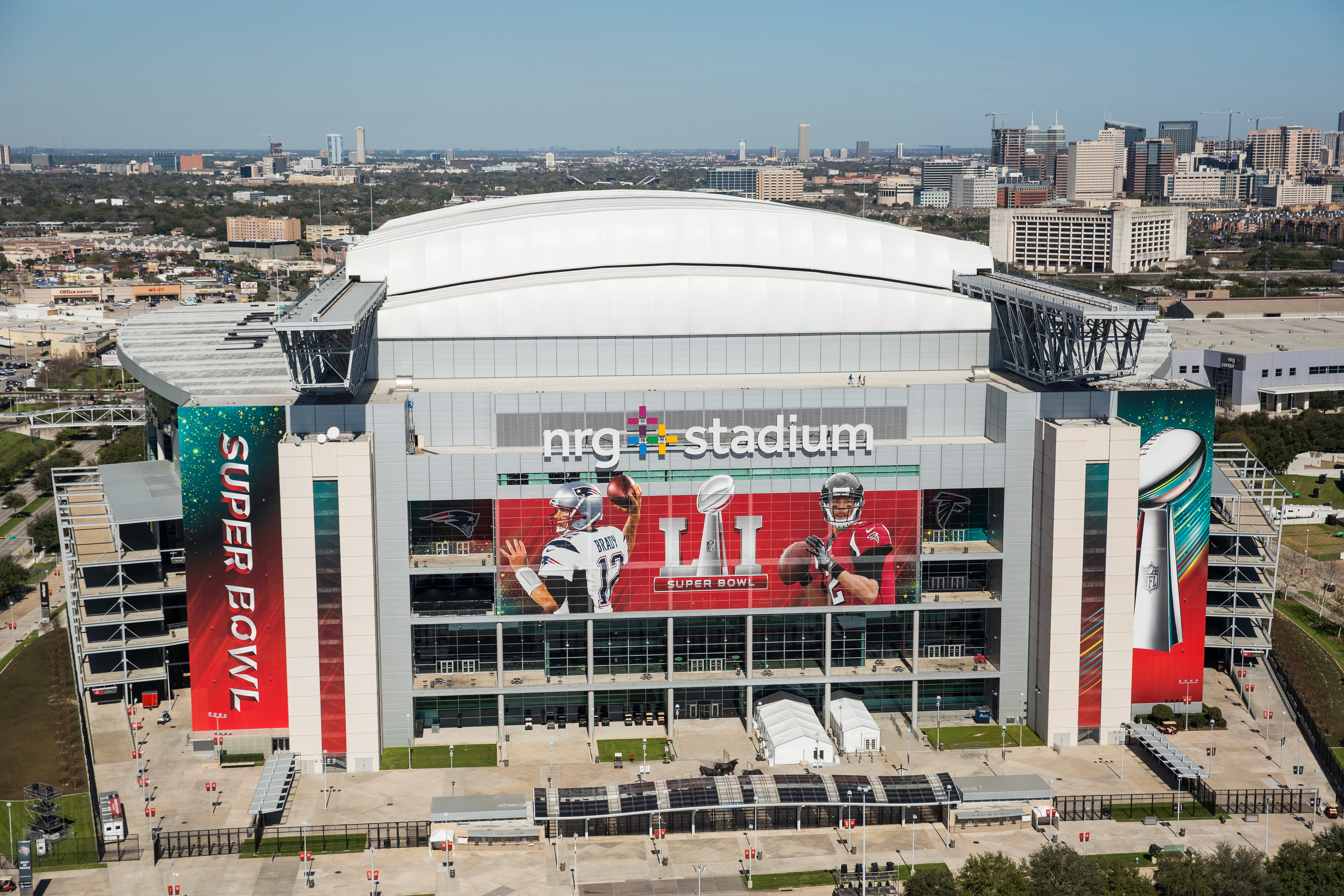
El NRG Stadium en Houston, Texas, fue escogido como el anfitrión del Super Bowl LI.

El 21 de mayo de 2013, en reuniones llevadas a cabo en la ciudad de Boston (Massachusetts), la NFL seleccionó los sitios tanto para el Super Bowl 50 como para el Super Bowl LI. Previamente, el 16 de octubre de 2012, la NFL anunció que el NRG Stadium era uno de los finalistas para albergar el Super Bowl LI. Houston compitió contra el subcampeón, el Hard Rock Stadium (Miami, Florida), para ser sede del Super Bowl LI. 
El requisito para ser sede de esta edición dependía, en parte, de si el estadio en cuestión era restaurado. Sin embargo, el 3 de mayo la legislatura de Florida se negó a aprobar el plan de financiación para pagar las renovaciones. Finalmente, la NFL seleccionó a Houston como la ciudad sede del Super Bowl LI.

### Controversia
El 3 de noviembre de 2015, surgió una ordenanza en contra de la discriminación por motivos de orientación sexual o identidad de género en la vivienda, el empleo y servicios públicos, entre otros. Posteriormente, la NFL anunció que dicha cuestión no alteraría los planes para que la ciudad fuese la anfitriona del Super Bowl LI. 
El dueño de los Houston Texans, Bob McNair, donó 10 000 $ a la Campaign for Houston, una organización que se oponía a la Ordenanza para la Igualdad de Derechos de Houston. Más tarde, la ordenanza en cuestión fue anulada. McNair tiene una larga historia de apoyo a causas políticas conservadoras. El rechazo de Houston a la ordenanza dio lugar a temores de que la comunidad LGBT no fuera bienvenida en estadios de la NFL y que la ciudad «ya no es un lugar seguro para las personas LGBT para visitar o hacer negocios, ya que pueden ser rechazados por un hotel, un conductor de taxi o un restaurante simplemente por parecer o ser gay o trans».[cita requerida]

## Retransmisión

La cadena FOX transmitirá en directo el partido.

En Estados Unidos, la cadena de televisión de aire FOX emitió el partido en inglés, y el canal pago Fox Deportes emitió el partido en español. Además se transmitió en la radio Westwood One en inglés y en Entravision en español.

## Entretenimiento

### Prejuego
El 22 de enero de 2017, la National Football League anunció que el cantautor de country estadounidense Luke Bryan sería el encargado de cantar el himno nacional previo al partido, siendo la primera vez en diez años que un hombre canta el himno en el Super Bowl.

### Espectáculo de medio tiempo
A mediados de agosto de 2016, la prensa internacional comenzó a especular quiénes serían los posibles candidatos a encabezar el espectáculo de medio tiempo del Super Bowl LI, siendo algunos de los más mencionados Adele, Eminem, Taylor Swift y Rihanna. El 18 de septiembre, la revista Us Weekly confirmó Lady Gaga sería la encargada de llevar a cabo la actuación, pero al día siguiente la NFL desmintió dicha información aunque no descartaron la posibilidad. Días más tarde, el 29 del mismo mes, tanto la artista como la NFL anunciaron que en efecto, sería ella quien realizaría el espectáculo. El mismo tendría un presupuesto de 10 millones de dólares estadounidenses. Nuevamente, el espectáculo sería dirigido por Hamish Hamilton y producido por Ricky Kirshner, quienes fueron los encargados de los realizados por Coldplay (2016), Katy Perry (2015), Bruno Mars (2014), Beyoncé (2013) y Madonna (2012).
El espectáculo tuvo una duración de aproximadamente 13 minutos, en los que Gaga interpretó un popurrí de «God Bless America» y «This Land Is Your Land», así como sus temas «Poker Face», «Born This Way», «Telephone», «Just Dance», «Million Reasons» y «Bad Romance». Además, la actuación contó con trajes confeccionados por Versace y una flota de más de 300 drones proveída por Intel, siendo la primera vez en la historia que estos eran utilizados para un evento televisado. Al no haber contado con ningún invitado, Gaga fue la segunda mujer en la historia en encabezar el medio tiempo del Super Bowl sola y apenas la cuarta solista. En general, la actuación tuvo comentarios favorables de parte de la prensa, que alabaron la energía y el registro vocal de la artista, con algunos expertos considerándolo uno de los mejores medio tiempos de la historia. No obstante, también hubo quejas debido a la falta de momentos memorables.